# Frank Moss (politik)
Frank Moss vlastním jménem Frank Edward Mos (23. září 1911 Holladay, Utah, USA – 29. ledna 2003 Salt Lake City, Utah, USA) byl americký právník a demokratický politik.
V roce 1929 získal diplom na Granite High School. Později studoval na University of Utah a George Washington University Law School. V letech 1959-1977 byl senátorem za stát Utah v Senátu Spojených států.